# Chrysometa saladito
Chrysometa saladito är en spindelart som beskrevs av Claude Lévi 1986. Chrysometa saladito ingår i släktet Chrysometa och familjen käkspindlar.
Artens utbredningsområde är Colombia. Inga underarter finns listade i Catalogue of Life.